# Pieces of You
Pieces of You è il primo album discografico in studio della cantautrice statunitense Jewel, pubblicato nel 1995.

## Il disco
Il disco è stato prodotto da Ben Keith (collaboratore di Neil Young) e pubblicato dalla Atlantic Records.
I singoli Who Will Save Your Soul e You Were Meant for Me sono stati diffusi tra il giugno e il novembre 1996.
Riguardo alle vendite, l'album ha ottenuto uno straordinario successo negli Stati Uniti, raggiungendo la posizione numero 4 della Billboard 200 e venendo certificato dodici volte disco di platino dalla RIAA.

## Tracce
1. Who Will Save Your Soul – 4:00 (Jewel Kilcher)
2. Pieces of You – 4:15 (Kilcher)
3. Little Sister – 2:29 (Kilcher)
4. Foolish Games – 5:39 (Kilcher)
5. Near You Always – 3:08 (Kilcher)
6. Painters – 6:43 (Kilcher)
7. Morning Song – 3:35 (Kilcher)
8. Adrian – 7:02 (Kilcher, Steve Poltz)
9. I'm Sensitive – 2:54 (Kilcher)
10. You Were Meant for Me – 4:13 (Kilcher, Poltz)
11. Don't – 3:34 (Kilcher)
12. Daddy – 3:49 (Kilcher)
13. Angel Standing By – 2:38 (Kilcher)
14. Amen – 4:32 (Kilcher)